# Metalicidade

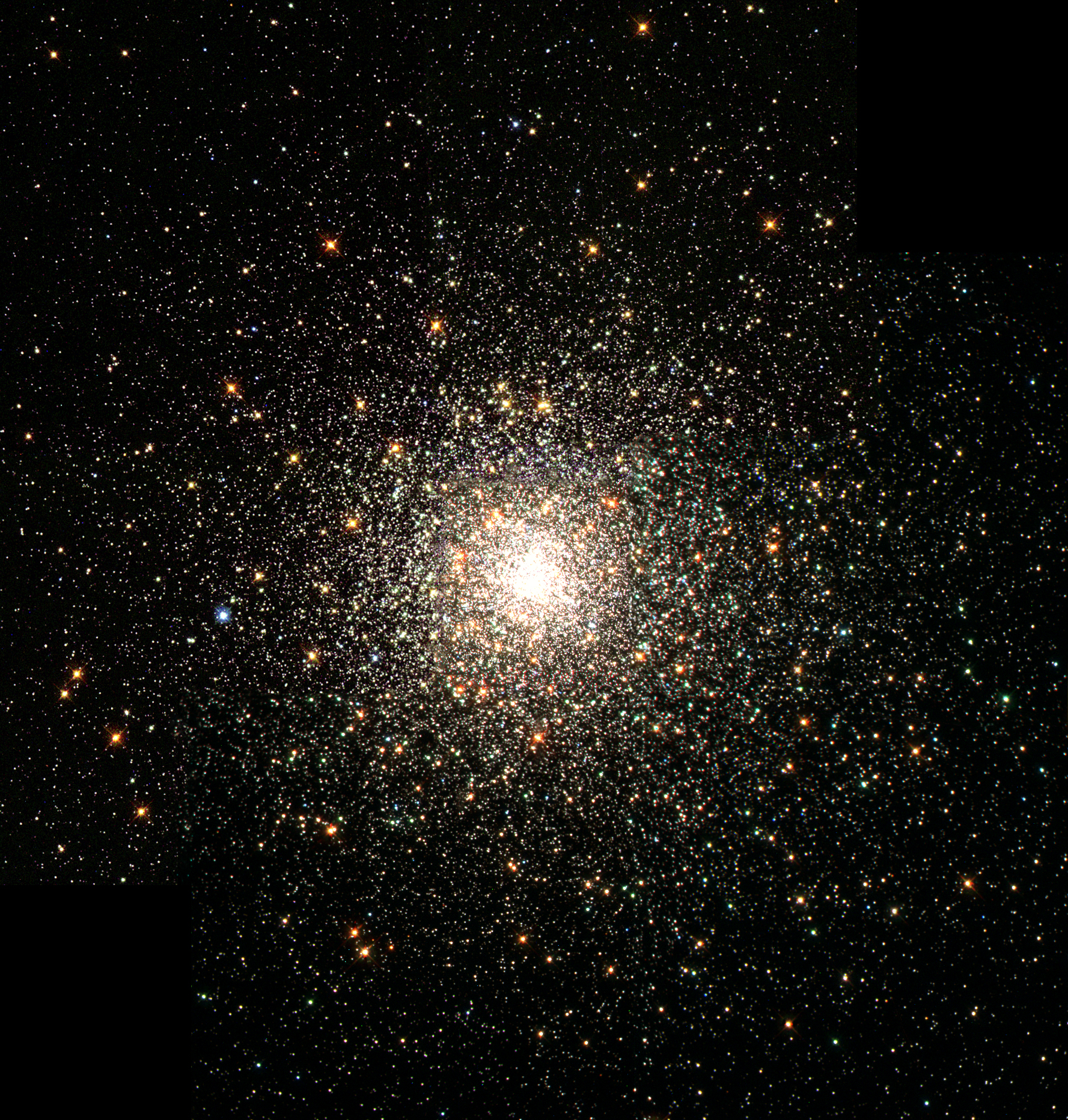
O aglomerado globular M80. Estrelas em aglomerados globulares são principalmente membros mais velhos e pobres em metais da população II.

Na astronomia, metalicidade é a abundância de elementos presentes em um objeto que são mais pesados que hidrogênio e hélio. A maior parte da matéria normal atualmente detectável (ou seja, não escura) no universo é hidrogênio ou hélio, e os astrônomos usam a palavra metais como uma abreviação conveniente para todos os elementos, exceto hidrogênio e hélio. Este uso da palavra é diferente da definição química ou física convencional de um metal como um elemento eletricamente condutor. Estrelas e nebulosas com abundâncias relativamente altas de elementos mais pesados são chamadas de ricas em metais quando se discute metalicidade, embora muitos desses elementos sejam chamados de não-metais em química.

## Metais na espectroscopia inicial
Em 1802, William Hyde Wollaston notou o aparecimento de uma série de características escuras no espectro solar. Em 1814, Joseph von Fraunhofer redescobriu as linhas de forma independente e começou a estudar e medir sistematicamente seus comprimentos de onda, que agora são chamados de linhas de Fraunhofer. Ele mapeou mais de 570 linhas, designando as mais proeminentes com as letras de A a K e as linhas mais fracas com outras letras.
Cerca de 45 anos depois, Gustav Kirchhoff e Robert Bunsen notaram que várias linhas de Fraunhofer coincidem com linhas de emissão características identificadas nos espectros de elementos químicos aquecidos. Eles inferiram que as linhas escuras no espectro solar são causadas pela absorção de elementos químicos na atmosfera solar. Suas observações estavam na faixa visível, onde as linhas mais fortes vêm de metais como sódio, potássio e ferro. Nos primeiros trabalhos sobre a composição química do Sol, os únicos elementos detectados nos espectros foram o hidrogênio e vários metais,(23–24) com o termo metálico frequentemente usado para descrevê-los.(Parte 2) No uso contemporâneo na astronomia, todos os elementos extras além de hidrogênio e hélio são chamados metálicos.

## Origem dos elementos metálicos
A presença de elementos mais pesados resulta da nucleossíntese estelar, onde a maioria dos elementos mais pesados que o hidrogênio e o hélio no Universo (metais, daqui em diante) são formados nos núcleos das estrelas à medida que elas evoluem. Com o tempo, ventos estelares e supernovas depositam os metais no ambiente circundante, enriquecendo o meio interestelar e fornecendo materiais de reciclagem para o nascimento de novas estrelas. Conclui-se que gerações mais antigas de estrelas, que se formaram no Universo primitivo, pobre em metais, geralmente têm metalicidades mais baixas do que aquelas de gerações mais jovens, que se formaram em um Universo mais rico em metais.

## Populações estelares

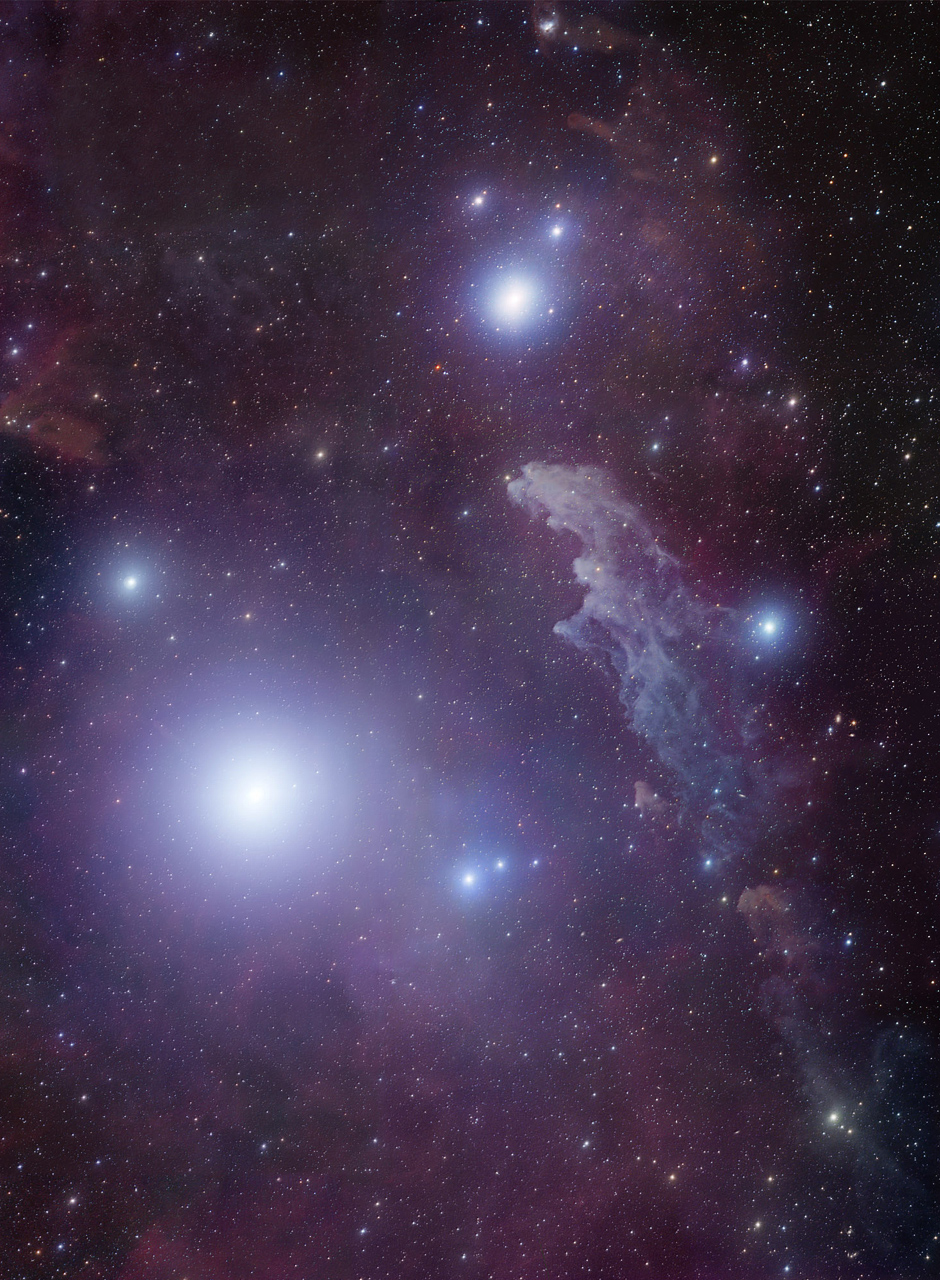
Estrela Rigel de população I com nebulosa de reflexão IC 2118

Mudanças observadas nas abundâncias químicas de diferentes tipos de estrelas, com base nas peculiaridades espectrais que mais tarde foram atribuídas à metalicidade, levaram o astrônomo Walter Baade a propor, em 1944, a existência de duas populações diferentes de estrelas. Elas ficaram comumente conhecidas como estrelas de população I (ricas em metais) e de população II (pobres em metais). Uma terceira e mais antiga população estelar foi levantada em 1978, conhecida como estrelas da população III. Acredita-se que essas estrelas "extremamente pobres em metais" (XMP) tenham sido as estrelas "primogênitas" criadas no Universo.

## Métodos comuns de cálculo
Os astrônomos usam vários métodos diferentes para descrever e aproximar a abundância de metais, dependendo das ferramentas disponíveis e do objeto de interesse. Alguns métodos incluem determinar a fração de massa atribuída ao gás em comparação aos metais, ou medir as proporções do número de átomos de dois elementos diferentes em comparação às proporções encontradas no Sol.

### Fração de massa
A composição estelar é frequentemente definida simplesmente pelos parâmetros X, Y e Z. Aqui, X representa a fração mássica do hidrogênio, Y é a fração mássica do hélio e Z é a fração mássica de todos os elementos químicos restantes. Assim,
{\displaystyle X+Y+Z=1}
Na maioria das estrelas, nebulosas, regiões H II e outras fontes astronômicas, hidrogênio e hélio são os dois elementos dominantes. A fração de massa de hidrogênio é geralmente expressa como {\displaystyle \ X\equiv {\tfrac {m_{{\ce {H}}}}{M}}\ ,} onde M é a massa total do sistema, e {\displaystyle \ m_{{\ce {H}}}\ } é a massa do hidrogênio que ele contém. Da mesma forma, a fração de massa do hélio é denotada como {\displaystyle \ Y\equiv {\tfrac {m_{{\ce {He}}}}{M}}~.} Os restantes elementos são coletivamente chamados de "metais", e a fração de massa dos metais é calculada como
{\displaystyle Z=\sum _{e>{\ce {He}}}{\tfrac {m_{e}}{M}}=1-X-Y~.}
Para a superfície do Sol (símbolo {\displaystyle \odot }), esses parâmetros são medidos para ter os seguintes valores:
| Descrição                     | Valor solar                           |
| ----------------------------- | ------------------------------------- |
| Fração de massa de hidrogênio | {\displaystyle \ X_{\odot }=0.7381\ } |
| Fração de massa de hélio      | {\displaystyle \ Y_{\odot }=0.2485\ } |
| Fração de massa de metais     | {\displaystyle \ Z_{\odot }=0.0134\ } |

Devido aos efeitos da evolução estelar, nem a composição inicial nem a composição atual do Sol são as mesmas que sua composição atual da superfície.

### Razões de abundância química
A metalicidade estelar geral é convencionalmente definida usando o conteúdo total de hidrogênio, já que sua abundância é considerada relativamente constante no Universo, ou o conteúdo de ferro da estrela, que tem uma abundância que geralmente aumenta linearmente ao longo do tempo no Universo. Portanto, o ferro pode ser usado como um indicador cronológico da nucleossíntese. O ferro é relativamente fácil de medir com observações espectrais no espectro da estrela, dado o grande número de linhas de ferro nos espectros da estrela (embora o oxigênio seja o elemento pesado mais abundante, veja metalicidades nas regiões H II abaixo). A razão de abundância é o logaritmo comum da razão entre a abundância de ferro de uma estrela em comparação com a do Sol e é calculada assim:
{\displaystyle \left[{\frac {{\ce {Fe}}}{{\ce {H}}}}\right]~=~\log _{10}{\left({\frac {N_{{\ce {Fe}}}}{N_{{\ce {H}}}}}\right)_{\star }}-~\log _{10}{\left({\frac {N_{{\ce {Fe}}}}{N_{{\ce {H}}}}}\right)_{\odot }}\ ,}
onde {\displaystyle \ N_{{\ce {Fe}}}\ } e {\displaystyle \ N_{{\ce {H}}}\ } são o número de átomos de ferro e hidrogênio por unidade de volume, respectivamente, {\displaystyle \odot } é o símbolo padrão para o Sol, e {\displaystyle \star } para uma estrela (frequentemente omitido abaixo). A unidade frequentemente usada para metalicidade é o dex, contração de "expoente decimal". Por essa formulação, estrelas com metalicidade maior que a do Sol têm um logaritmo comum positivo, enquanto aquelas mais dominadas por hidrogênio têm um valor negativo correspondente. Por exemplo, estrelas com um valor de {\displaystyle \ \left[{\tfrac {{\ce {Fe}}}{{\ce {H}}}}\right]_{\star }\ } de +1 têm 10 vezes a metalicidade do Sol (10+1
); por outro lado, aqueles com um valor de {\displaystyle \ \left[{\tfrac {{\ce {Fe}}}{{\ce {H}}}}\right]_{\star }\ } de −1 têm ⁠⁠1/10⁠, enquanto aqueles com um valor de {\displaystyle \ \left[{\tfrac {{\ce {Fe}}}{{\ce {H}}}}\right]_{\star }\ } de 0 têm a mesma metalicidade que o Sol, e assim por diante.
Estrelas jovens da população I têm proporções de ferro para hidrogênio significativamente maiores do que estrelas mais velhas da população II. Estima-se que estrelas primordiais da população III tenham metalicidade menor que −6, um milionésimo da abundância de ferro no Sol. A mesma notação é usada para expressar variações nas abundâncias entre outros elementos individuais em comparação às proporções solares. Por exemplo, a notação {\displaystyle \ \left[{\tfrac {{\ce {O}}}{{\ce {Fe}}}}\right]\ } representa a diferença no logaritmo da abundância de oxigênio da estrela versus seu conteúdo de ferro em comparação com o do Sol. Em geral, um dado processo nucleossintético estelar altera as proporções de apenas alguns elementos ou isótopos, portanto, uma estrela ou amostra de gás com certos valores de {\displaystyle \ \left[{\tfrac {\ce {?}}{\ce {Fe}}}\right]_{\star }\ } pode muito bem ser indicativa de um processo nuclear associado e estudado.

### Cores fotométricas
Os astrônomos podem estimar metalicidades por meio de sistemas medidos e calibrados que correlacionam medições fotométricas e medições espectroscópicas (ver também Espectrofotometria). Por exemplo, os filtros Johnson UVB podem ser usados para detectar um excesso de ultravioleta (UV) em estrelas, onde um menor excesso de UV indica uma maior presença de metais que absorvem a radiação UV, fazendo com que a estrela pareça "mais vermelha". O excesso de UV, δ(U−B), é definido como a diferença entre as magnitudes das bandas U e B de uma estrela, em comparação com a diferença entre as magnitudes das bandas U e B de estrelas ricas em metais no aglomerado das Híades. Infelizmente, δ(U−B) é sensível tanto à metalicidade quanto à temperatura: se duas estrelas forem igualmente ricas em metais, mas uma for mais fria que a outra, elas provavelmente terão valores diferentes de δ(U−B) (ver também Efeito de cobertura). Para ajudar a mitigar essa degeneração, o índice de cor B-V de uma estrela pode ser usado como um indicador de temperatura. Além disso, o excesso de UV e o índice B−V podem ser corrigidos para relacionar o valor δ(U−B) às abundâncias de ferro.
Outros sistemas fotométricos que podem ser usados para determinar a metalicidade de certos objetos astrofísicos incluem o sistema Strӧmgren, o sistema de Genebra, o sistema de Washington, e o sistema DDO.

## Metalicidades em vários objetos astrofísicos

### Estrelas
Em uma dada massa e idade, uma estrela pobre em metais será ligeiramente mais quente. As metalicidades das estrelas da População II são aproximadamente ⁠⁠1/1000⁠ à ⁠1/10⁠ do Sol {\displaystyle \left(\ \left[{\tfrac {{\ce {Fe}}}{{\ce {H}}}}\right]\ ={-3.0}\ ...\ {-1.0}\ \right)\ ,} mas o grupo parece mais frio do que a população I em geral, já que as estrelas pesadas da população II já morreram há muito tempo. Acima de 40 massas solares, a metalicidade influencia como uma estrela morrerá: fora da janela de instabilidade de pares, estrelas de menor metalicidade colapsarão diretamente em um buraco negro, enquanto estrelas de maior metalicidade sofrerão uma supernova do tipo Ib/c e podem deixar uma estrela de nêutrons.

#### Relação entre metalicidade estelar e planetas
A medição da metalicidade de uma estrela é um parâmetro que ajuda a determinar se uma estrela pode ter um planeta gigante, pois há uma correlação direta entre a metalicidade e a presença de um planeta gigante. Medições demonstraram a conexão entre a metalicidade de uma estrela e planetas gigantes gasosos, como Júpiter e Saturno. Quanto mais metais houver em uma estrela e, portanto, em seu sistema planetário e disco protoplanetário, maior a probabilidade de o sistema ter planetas gigantes gasosos. Modelos atuais mostram que a metalicidade, juntamente com a temperatura correta do sistema planetário e a distância da estrela, são essenciais para a formação de planetas e planetesimais. Para duas estrelas que têm idade e massa iguais, mas metalicidade diferente, a estrela menos metálica é mais azul. Entre estrelas da mesma cor, estrelas menos metálicas emitem mais radiação ultravioleta. O Sol, com oito planetas e nove planetas anões consensuais, é usado como referência, com um {\displaystyle \ \left[{\tfrac {{\ce {Fe}}}{{\ce {H}}}}\right]\ } de 0.00.

#### Regiões H II
Estrelas jovens, massivas e quentes (tipicamente dos tipos espectrais O e B) nas regiões H II emitem fótons UV que ionizam átomos de hidrogênio no estado fundamental, liberando elétrons; esse processo é conhecido como fotoionização. Os elétrons livres podem atingir outros átomos próximos, excitando elétrons metálicos ligados a um estado metaestável, que eventualmente decaem de volta ao estado fundamental, emitindo fótons com energias que correspondem às linhas proibidas. Por meio dessas transições, os astrônomos desenvolveram vários métodos observacionais para estimar a abundância de metais nas regiões H II, onde quanto mais fortes as linhas proibidas nas observações espectroscópicas, maior a metalicidade. Esses métodos dependem de um ou mais dos seguintes fatores: a variedade de densidades assimétricas dentro das regiões H II, as temperaturas variadas das estrelas incorporadas e/ou a densidade de elétrons dentro da região ionizada.
Teoricamente, para determinar a abundância total de um único elemento em uma região H II, todas as linhas de transição devem ser observadas e somadas. No entanto, isso pode ser difícil de observar devido à variação na intensidade da linha. Algumas das linhas proibidas mais comuns usadas para determinar abundâncias de metais em regiões H II são de oxigênio (por exemplo, [OII] λ = (3727, 7318, 7324) Å e [OIII] λ = (4363, 4959, 5007) Å), nitrogênio (por exemplo, [NII] λ = (5755, 6548, 6584) Å) e enxofre (por exemplo, [SII] λ = (6717, 6731) Å e [SIII] λ = (6312, 9069, 9531) Å) no espectro óptico, e as linhas [OIII] λ = (52, 88) μm e [NIII] λ = 57 μm no espectro infravermelho. O oxigênio tem algumas das linhas mais fortes e abundantes nas regiões H II, tornando-o um alvo principal para estimativas de metalicidade dentro desses objetos. Para calcular a abundância de metais nas regiões H II usando medições de fluxo de oxigênio, os astrônomos costumam usar o método R23, no qual
{\displaystyle R_{23}={\frac {\ \left[\ {\ce {O}}^{{\ce {II}}}\right]_{3727~\mathrm {\AA} }+\left[\ {\ce {O}}^{{\ce {III}}}\right]_{4959~\mathrm {\AA} +5007~\mathrm {\AA} }\ }{\left[\ {\ce {H}}_{{\ce {\beta}}}\right]_{4861~\mathrm {\AA} }}}\ ,}
onde {\displaystyle \ \left[\ {\ce {O}}^{{\ce {II}}}\right]_{3727~\mathrm {\AA} }+\left[\ {\ce {O}}^{{\ce {III}}}\right]_{4959~\mathrm {\AA} +5007~\mathrm {\AA} }\ } é a soma dos fluxos das linhas de emissão de oxigênio medidas no quadro de repouso λ = comprimentos de onda de (3727, 4959 e 5007) Å, dividida pelo fluxo da linha de emissão Hβ da série de Balmer no quadro de repouso λ = comprimento de onda de 4861 Å. Essa proporção é bem definida por meio de modelos e estudos observacionais, mas deve-se ter cautela, pois a proporção costuma ser degenerada, fornecendo uma solução de metalicidade baixa e alta, que pode ser quebrada com medições de linha adicionais. Da mesma forma, outras fortes relações de linhas proibidas podem ser usadas, por exemplo, para enxofre, onde
{\displaystyle S_{23}={\frac {\ \left[\ {\ce {S}}^{{\ce {II}}}\right]_{6716~\mathrm {\AA} +6731~\mathrm {\AA} }+\left[\ {\ce {S}}^{{\ce {III}}}\right]_{9069~\mathrm {\AA} +9532~\mathrm {\AA} }\ }{\left[\ {\ce {H}}_{{\ce {\beta}}}\right]_{4861~\mathrm {\AA} }}}~.}
As abundâncias de metais nas regiões H II são normalmente inferiores a 1%, com a porcentagem diminuindo em média com a distância do Centro Galáctico.